# اندرو اپلبی
اندرو اپلبی (انگلیسی: Andrew Appleby؛ زادهٔ ۱۱ اکتبر ۱۹۸۵) بازیکن فوتبال است.